# Sin dejar huella
Sin dejar huella és una pel·lícula road movie en clau de paròdia hispano-mexicana escrita i dirigida per María Novaro sota la producció de Mariela Besuievsky amb Filmográfica Tabasco S.A., TVE, Tornasol Films (productora madrilenya), Altavista Films i IMCINE, i distribuïda per Venevisión Internacional. Fou filmada en 35mm a l'octubre de 1999, en localitzacions de Ciutat Juárez, estat de Chihuahua, San Gerónimo (Chihuahua), Veracruz i Cancun (Quintana Roo), i que fou estrenada el 23 de març de 2001 a les sales de Mèxic.

## Sinopsi
Sin Dejar Huella estrenada als Estats Units com Leaving No Trace o Without a Trace, narra la trobada la trobada de la mare soltera amb dos fills "Aurelia" (Tiaré Scanda) i la traficant d'art prehispànic "Ana" (Aitana Sánchez-Gijón), dues dones que viatgen arreu del país des de Ciutat Juárez a Veracruz i a Cancún, perseguides per dos policies corruptes "Mendizabal" i "El chaparro" i per dos narcos "Saúl" i "El primo".
Una història que mostra el valor de l'amistat, la cerca d'un futur obert, el retrat d'un Mèxic contradictori, la força de la maternitat, la solidaritat, la naturalesa femenina, l'amor a la vida, l'engany, la supervivència i la tenacitat.

## Repartiment
- Aitana Sánchez-Gijón… Ana
- Tiaré Scanda… Aurelia
- Jesús Ochoa… Mendizabal
- Martín Altomaro… Saúl
- José Sefamí… "El chaparro"
- Juan Manuel Bernal… "El primo"
- Edmundo Sotelo… "Tiro loco"
- Walberto Goldstein… Policia Judicial Federal.
- Rodolfo Rodobertti… Agente.

## Nominacions i premis
- Guanyadora del premi a la crítica al Festival de Cinema de Sundance.[4]
- Premi del públic al Festival Internacional de Cinema de Guadalajara.
- Nominada a la Conquilla d'Or com a part de la selecció oficial al Festival Internacional de Cinema de Sant Sebastià 2000[5][6]
- En la XLIV edició dels Premis Ariel tenia cinc nominacions, i finalment va guanyar el Premi Ariel a la millor fotografia i als millors efectes especials.

## Banda sonora
A la banda sonora hi ha un duet d'Ana Gabriel i Juan Gabriel, "Amor aventurero", a més d'altres temes de: Carlos y José, Exterminador, Los Tigres del Norte, Bronco, Chuchumbé, La Iguana, Jaime López, La guanabana, Son de madera. Disco azúcar, Juan Formell i Van-Van.